# Paedophryne amauensis
Paedophryne amauensis – gatunek płaza bezogonowego z rodziny wąskopyskowatych (Microhylidae). Występuje na Nowej Gwinei, w części wyspy należącej do Papui-Nowej Gwinei. Został odkryty w sierpniu 2009 i formalnie opisany w styczniu 2012. Mierzący 7,7 mm długości, jest najmniejszym na świecie znanym kręgowcem.

## Odkrycie
P. amauensis został odkryty w sierpniu 2009 przez dwóch amerykańskich herpetologów Christophera Austina i jego doktoranta Erica Rittmeyera z Uniwersytetu Stanu Luizjana, podczas ich wyprawy naukowej do Papui-Nowej Gwinei. Amerykanie odkryli miniaturowego płaza w tropikalnych lasach nieopodal wioski Amau, od której nazwy przyjęto epitet gatunkowy zwierzęcia. O swoim odkryciu naukowcy poinformowali na początku stycznia 2012 w czasopiśmie naukowym PLOS ONE.

## Charakterystyka

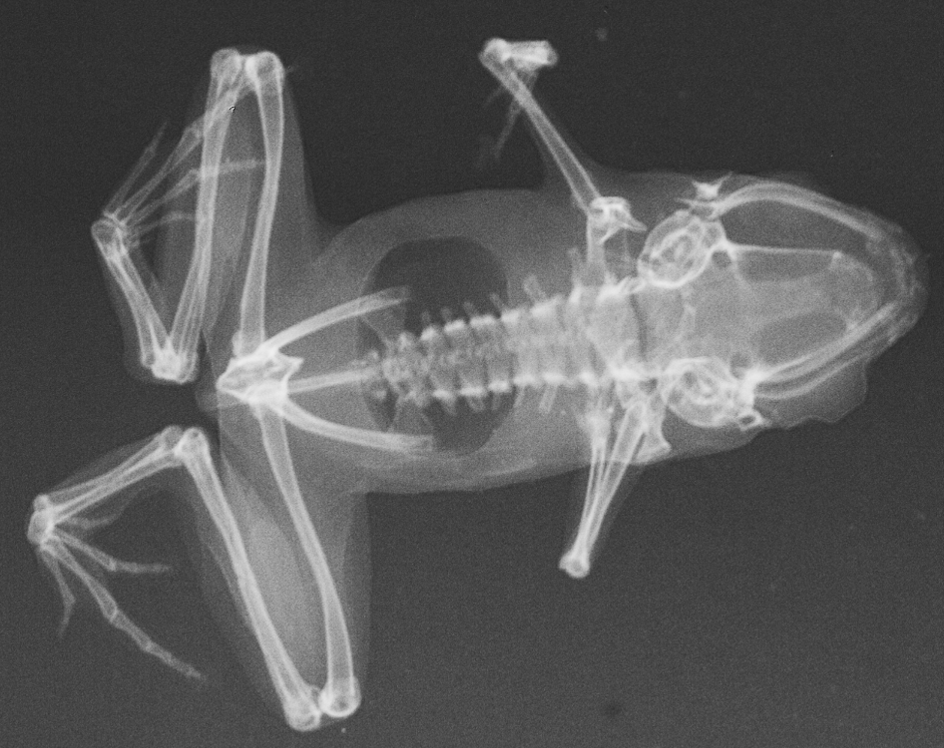
Zdjęcie rentgenowskie Paedophryne amauensis

P. amauensis jest nie tylko najmniejszym płazem bezogonowym świata, ale i najmniejszym znanym kręgowcem. Osiąga średnio 7,7 mm długości i jest o milimetr mniejsza od poprzedniego kręgowca-rekordzisty – osiągającej 7,9–10,3 mm długości ryby Paedocypris progenetica z sąsiedniej Indonezji. Natomiast tytuł „najmniejszej żaby świata” należał dotychczas do brazylijskiej Brachycephalus didactylus, mierzącej nieco mniej niż 1 cm.
P. amauensis jest zdolny do wykonywania skoków mierzących trzydziestokrotność długości jego ciała. Żywi się małymi bezkręgowcami.
Męskie osobniki wydają dźwięki o wysokiej częstotliwości 8400–9400 Hz.

### Siedlisko
Podobnie jak wszystkie znane do tej pory gatunki Paedophryne, przedstawiciele P. amauensis żyją wśród martwych liści w lasach deszczowych.